# Lomelosieae
Lomelosieae je tribus kozokrvnica raširen po Euroaziji i Africi. Pripadaju mu dva roda sa 65 priznatih vrsta trajnica i jednogodišnjeg bilja.
Jedini predstavnici u Hrvatskoj su četiri vrste iz roda Lomelosia.

## Rodovi
1. Pycnocomon Hoffmanns. & Link (2 spp.)
2. Lomelosia Raf. (63 spp.)